# Dům Werndl
Dům Werndl je měšťanský dům stojící na náměstí Krále Jiřího z Poděbrad v Chebu. Původně od 15. století byl rodovým domem rodu Schmiedlů ze Seebergu. V roce 1687 jej získali Werndlové z Lehensteinu, jejichž znak se zachoval  na budově stojících ve dvoře domu.
Dům je postaven v gotickém stylu, v přízemí se nachází velká vstupní hala přístupná gotickým portálem. Fasáda domu byla dozdobena v 19. století. Dům má vysokou třípatrovou střechu s vikýři.